# سالسالات
السالسالات Salsalate

## التركيب الكيميائي
ثنائي حمض السياليسيليك

## الزمرة الدوائية
خافض حرارة، ومسكن ألم، ومضاد التهاب لا ستيروئيدي.

## الاستعمال
علاج الألم الخفيف الشدة، تدبير الحمى، علاج التهاب المفاصل.

## آلية التأثير
يثبط تركيب البروستاغلاندينات ويؤثر على المركز المنظم للحرارة الوطائي مما يؤدي لزوال الحمى.

## الحركيات الدوائية
- يبدأ تأثيره خلال 3-4 أيام من بدء تناوله.
- الامتصاص: تمتص كامل جرعته عبر الأمعاء الدقيقة.
- الاستقلاب: يحلمه في الكبد ليعطي جزيئتين حمض الصفصاف الفعال.
- العمر النصفي: 7-8 ساعات.
- الإطراح: يطرح بشكل كامل بواسطة الكلى.

## الحمل
ينتمي لأدوية المجموعة C.

## مضادات الاستطباب
فرط الحساسية له أو لأحد مكوناته، القرحة أو النزف الهضمي.

## تحذيرات
1. يستخدم بحذر عند المريض باضطراب نزفي ما أو باضطراب الوظيفة الكلوية أو بالتهاب المعدة التقرحي أو بالقرحة الهضمية.
2. إن عدم حدوث ارتكاس تأفي أو عدم ظهور تأثير جانبي ما عند تناوله سابقاً لا يضمن عدم حدوثهما عند تناوله حالياً.
3. لا يستخدم عند الأطفال الذين تقل أعمارهم عن 16 سنة لتدبير الحمى المترافقة مع الكريب أو جدري الماء خشية إصابتهم بمتلازمة راي.

## التأثيرات الجانبية
- تحدث بنسبة تزيد عن 10%:
- هضمية: غثيان، لذع خلف القص، ألم معدي، عسرة هضم.

- تحدث بنسبة 1-10%:
- - عصبية مركزية: تعب.
- جلدية: طفح.
- هضمية: تقرح هضمي.
- دموية: فقر دم انحلالي.
- عصبية عضلية: ضعف.
- تنفسية: زلة.
- متنوعة: صدمة تآقية.

- تحدث بنسبة تقل عن 1%:
- عصبية مركزية: أرق، عصاب، نفرزة.
- دموية: قلة كريات بيض، قلة صفيحات، فقر دم بعوز الحديد، نزف خفي.
- كبدية: سمية كبدية.
- كلوية: اضطراب الوظيفة الكلوية.
- تنفسية: تشنج قصبي.

## فرط الجرعة/الانسمام
- قلاء تنفسي ولهث وطنين وصداع وارتفاع الحرارة وحماض استقلابي ونقص السكر وسبات.
- العلاج داعم أو أعراضي.

## التداخلات الدوائية
- تنقص شدة تأثيره عند إشراكه مع مقلونات البول أو مع مضادات الحموضة أو مع الستيروئيدات القشرية.
- تنقص شدة تأثير مدرات البول وسبيرونولاكتون عند إشراك أحدهما معه.
- تزداد شدة تأثير وسمية المميعات الفموية وخافضات السكر والميثوتريكسات عند إشراك أحدها معه.

## الجرعة
- البالغين: فموياً: 3غ/يوم تعطى على 2-3 دفعات.
- يعطى بجرعة 750 ملغ مرتين يومياً من أجل المريض المصاب بالداء الكلوي بمراحله النهائية.
- يعطى 500 ملغ جرعة داعمة بعد جلسة الديلزة الدموية.
- يؤخذ مع الطعام أو الحليب لتخفيف تأثيراته الجانبية الهضمية. وتؤخد مضادات الحموضة لعلاج الألم المعدي الناجم عنه.

## التداخلات المخبرية
يسبب تناوله إيجابية كاذبة بتحري غلكوز البول بطريقة استخدام سلفات كوبريك، كذلك فهو يؤثر على نتائج تحري فينيل ماندليك أسيد و5-هيدروكسي تريبتامين ومعايرة T3 وT4 وعلى نتائج اختبار السيكلوز.

## المستحضرات الصيدلانية
- كبسول: 500ملغ.
- أقراص: 500ملغ، 750 ملغ.